# おなごりフェスティバル

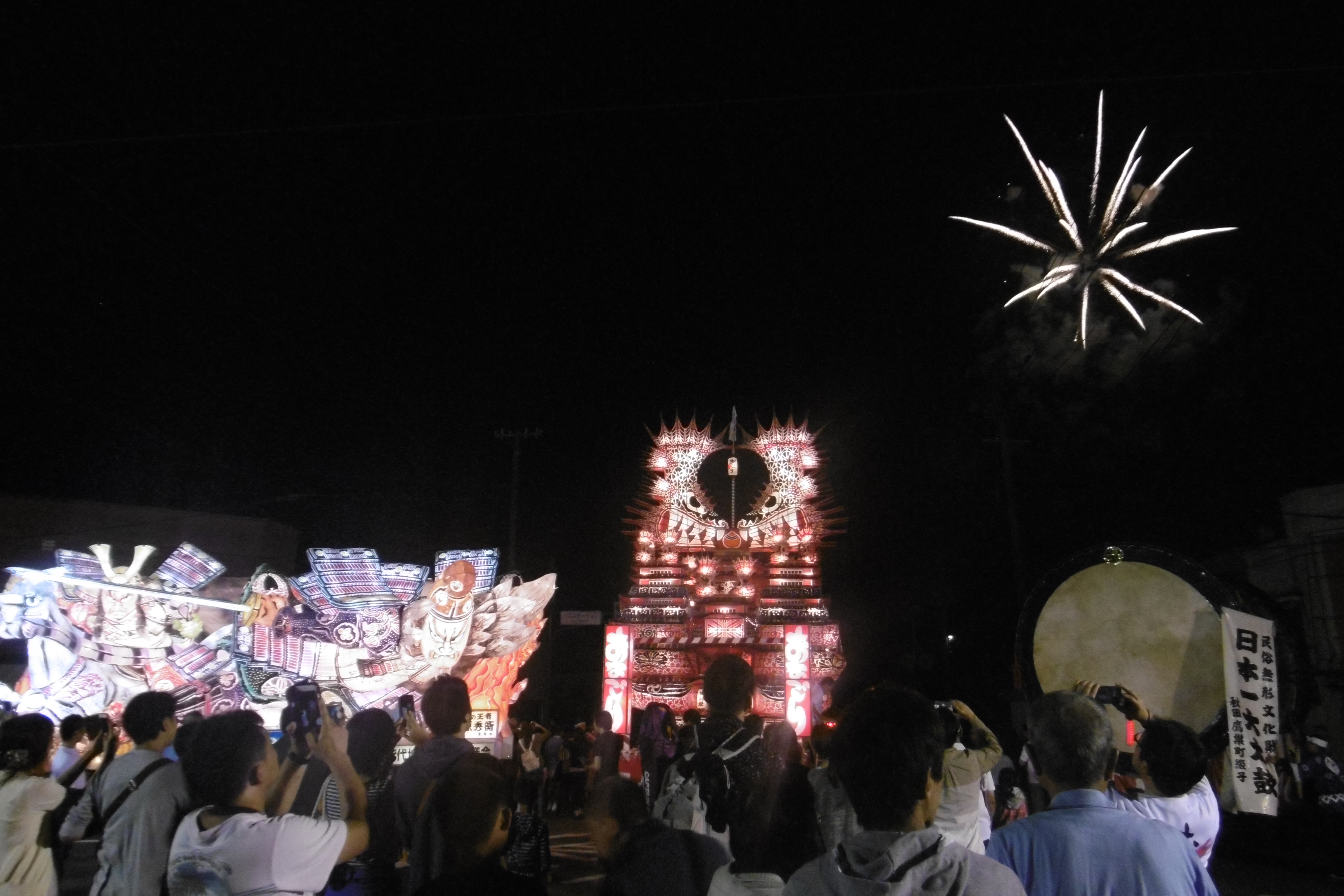
祭りのフィナーレの様子（2016年9月）

おなごりフェスティバルは、秋田県能代市で1988年から2019年まで、毎年9月に開催されていたイベントである。東北各地を中心とする有名な祭が一堂に会し、過ぎ去る祭りの季節を楽しみつつパレードをするものであった。

## 概要

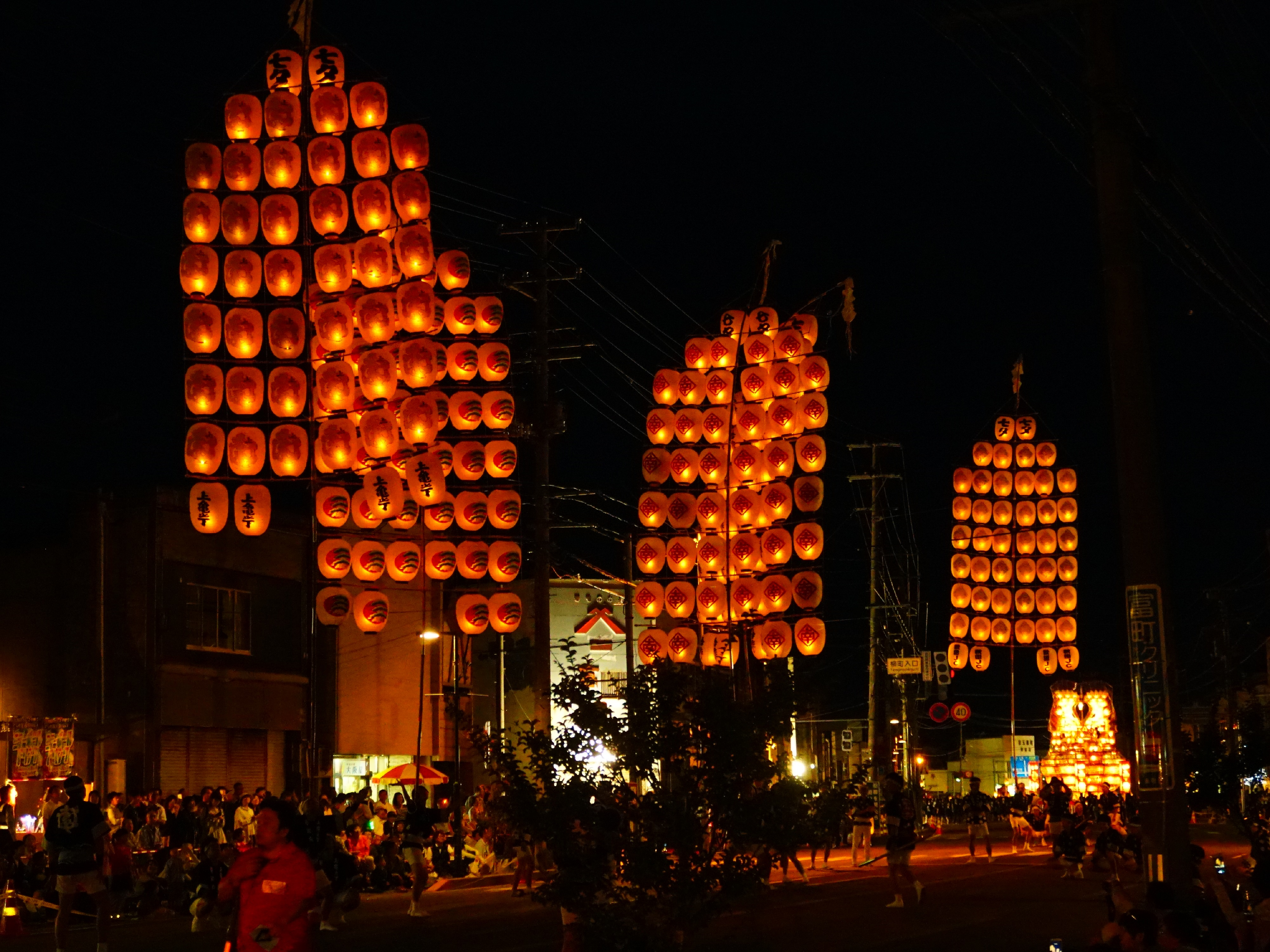
竿燈（2018年9月）

夏祭りを楽しみながら、行く夏を惜しむというコンセプトが「おなごり」の名の由来である。12団体前後、約2,000人が出演し、観客動員は約25万人。当日夕方からメインイベントとして畠町通りで各種祭りがパレードし、東北各地を中心とする有名な祭を一度に見ることができた。また当日日中のイベントとして能代市柳町通りが歩行者天国として開放され、地域の物産展や屋台村、幼稚園のパレードや、踊り、ライブなども行われていた。祭りの締めくくりとして花火も打ち上げられていた。

### 沿革
1984年に能代市で開催された青年会議所東北大会の際、歓迎イベントとして各地の代表的な夏祭りを招集して行ったパレードが好評となったことから1987年、前身となるイベント「カッセイ能代」が開かれた。
翌1988年から「おなごりフェスティバル」として開催され、2019年9月の第32回まで毎年開催された。
2019年11月、資金難や人的負担の問題から翌2020年を最後の開催とすることが報じられた。2020年4月には、新型コロナウイルス感染症流行のために同年9月に予定されていた開催の中止が決定された。翌2021年に延期しての開催を行わないことも同時に決まり、結果として2019年の第32回が最後の開催となった。
2020年9月には、フェスティバルの主催団体であった能代地域活性化協議会の解散が報じられた。

## 参加団体

### 毎年参加していた団体
- 能代役七夕(能代第一中学校、能代第二中学校による)
- 秋田竿燈まつり
- 青森ねぶた
- 盛岡さんさ踊り
- 浅草サンバカーニバル
- 東北方面音楽隊 (陸上自衛隊)
- 秋田おなごり音頭
- 花輪ばやし

### 複数回参加した団体
- 山形花笠
- 弘前ねぷた
- 八森ブリコ祭り
- 新能代音頭
- 山本町じゅんさい音頭
- 秋田県警音楽隊
- 土崎神明社祭の曳山行事
- むらやま徳内ばやし
- 八戸三社大祭
- 東京ディズニーリゾートスペシャルパレード

### 参加したことのある団体
二本松提灯祭り、仙台青葉まつり、花みこし、横浜中華獅子舞、酒田祭、能代市民吹奏楽団、綴子大太鼓、本荘萬蒲カーニバル、横手送り盆踊り、阿波踊り、浅草三社祭、釜石虎舞、中仙町ドンパン音頭、大東文化大学マーチングバンド、西馬音内盆踊り、久喜の提灯祭り・天王様、仙台すずめ踊り、にいがた総おどりなど

## 交通アクセス
- 能代南インターチェンジ大館方面へ国道7号線を約6km、101号線を八峰町方面へ約10分。
- 能代東インターチェンジより約20分。
- 能代駅より徒歩1分。臨時列車も運行される。